# Máy bay tiêm kích Thử nghiệm Koshiki-2
Máy bay tiêm kích Thử nghiệm Koshiki-2 là một mẫu thử máy bay tiêm kích, do Trường Hàng không Tokorozawa thuộc Lục quân Đế quốc Nhật Bản thiết kế.

## Tính năng kỹ chiến thuật
Dữ liệu lấy từ The Complete Book of Fighters
Đặc tính tổng quan
- Kíp lái: 1
- Chiều dài: 6,60 m (21 ft 8 in)
- Sải cánh: 10,00 m (32 ft 10 in)
- Chiều cao: 2,40 m (7 ft 10 in)
- Diện tích cánh: 20,00 m2 (215,3 foot vuông)
- Trọng lượng rỗng: 650 kg (1.433 lb)
- Trọng lượng có tải: 950 kg (2.094 lb)
- Động cơ: 1 × Salmson 9Z , 190 kW (260 hp)

Hiệu suất bay
- Vận tốc cực đại: 206 km/h (128 mph; 111 kn) trên độ cao 3.000 m (9.840 ft)
- Thời gian bay: 2 h
- Trần bay: 9.200 m (30.184 ft) [2]
- Thời gian lên độ cao: 9 phút lên độ cao 2.000 m (6.560 ft)

Vũ khí trang bị

- Súng: 2 × súng máy 7,7 mm